# Casper 'Dani' Winther
Casper 'Dani' Winther (født 11. februar 2003) er en dansk fodboldspiller, der spiller for danske Lyngby BK. 

## Ungdom
Casper 'Dani' Winther begyndte sin karriere i Brede IF og flyttede som 12-årig til Lyngby BK.

## Lyngby BK
Casper sad på bænken i kampen imod FC Nordsjælland 4. oktober 2019, og havde sine første minutter på førsteholdet d. 1. marts ude imod SønderjyskE.
Casper scorede sit første mål i Sydbank Pokalen i Lyngby's 0-9 sejr imod Østerbro IF onsdag d. 4. august 2021.